# Canon de bois

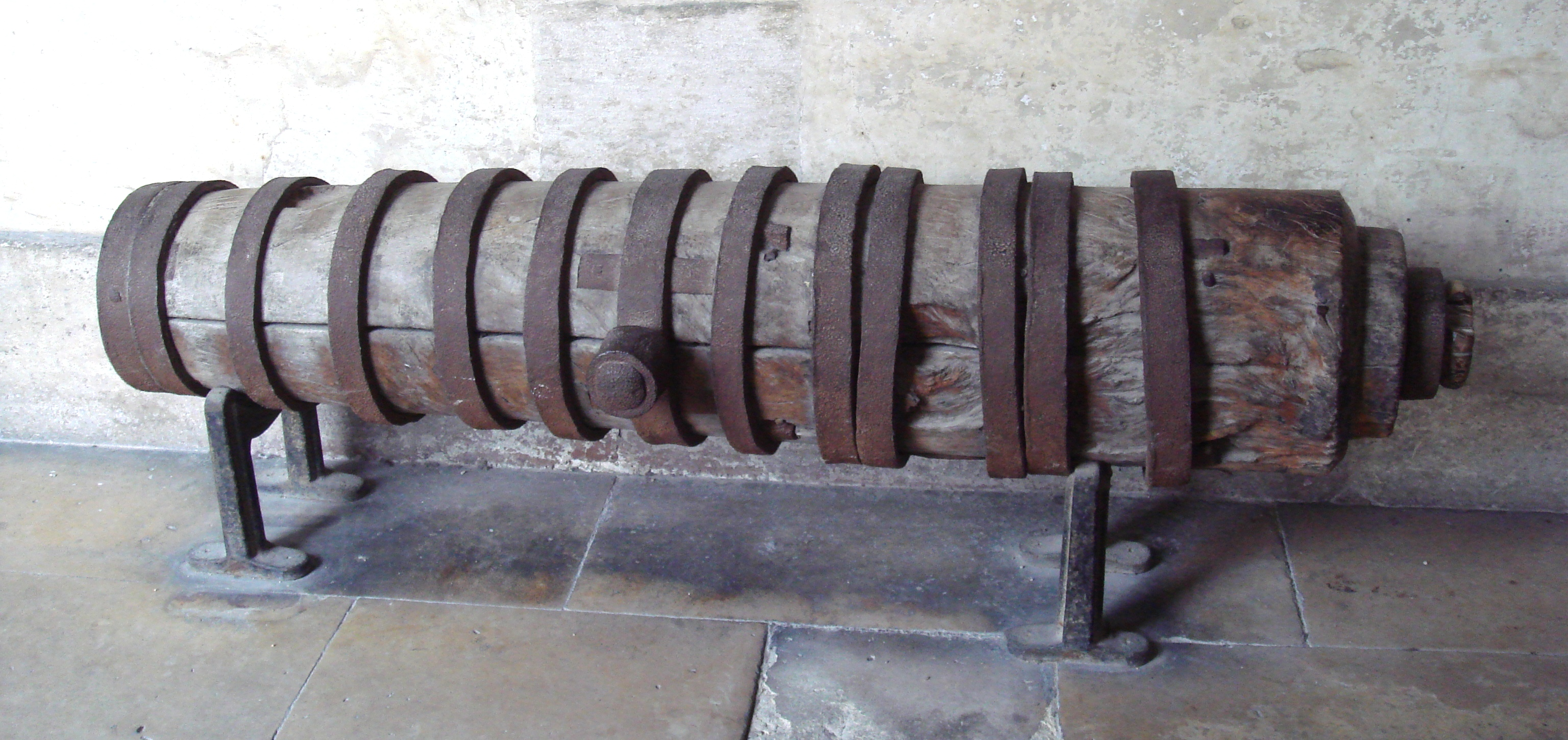
Canon de bois vietnamien capturé par les français le 23 mars 1862 lors de la prise de Vĩnh Long. Calibre : 97 mm. Longueur : 1.90 m (Musée de l'Armée (Paris)).

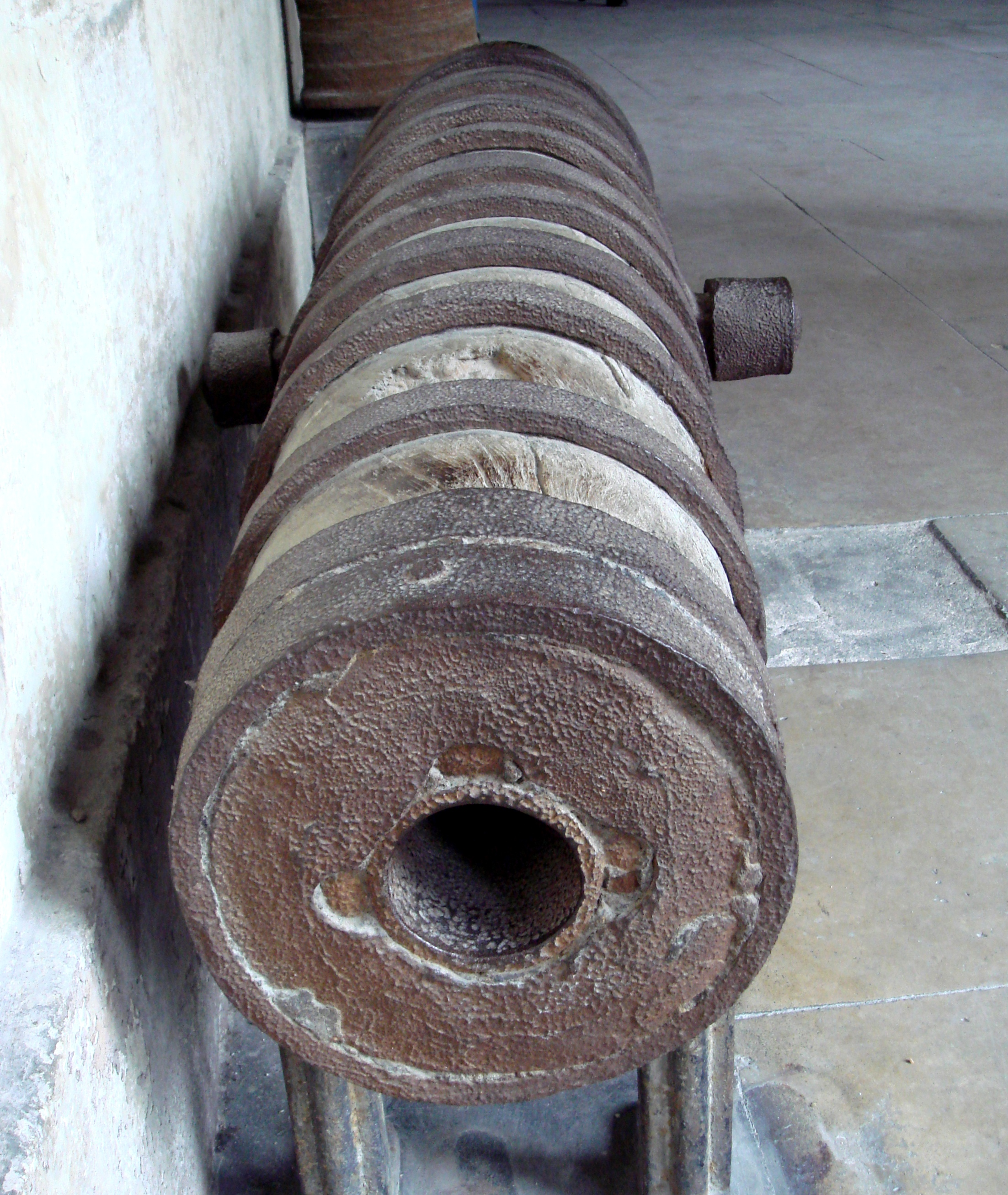
Bouche du canon de bois vietnamien capturé à Vĩnh Long en 1862.

Les canons de bois sont des canons fabriqués en bois, souvent renforcés de cerclage de paille, de corde ou de métal.

## Expédient technique

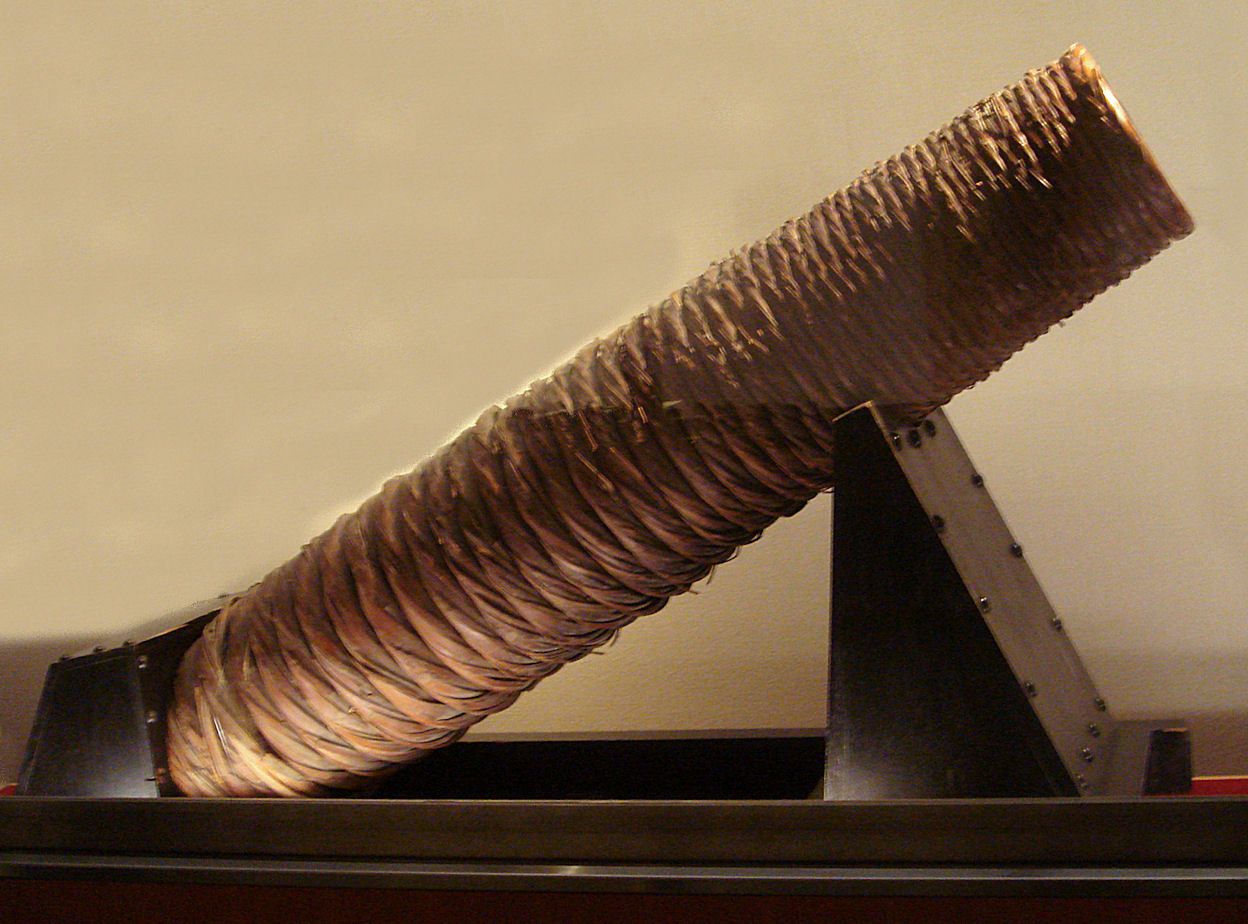
Canon de bois japonais de défense côtière construits par les Daimyos pour l'arrivée du Commodore Perry (1853-54).

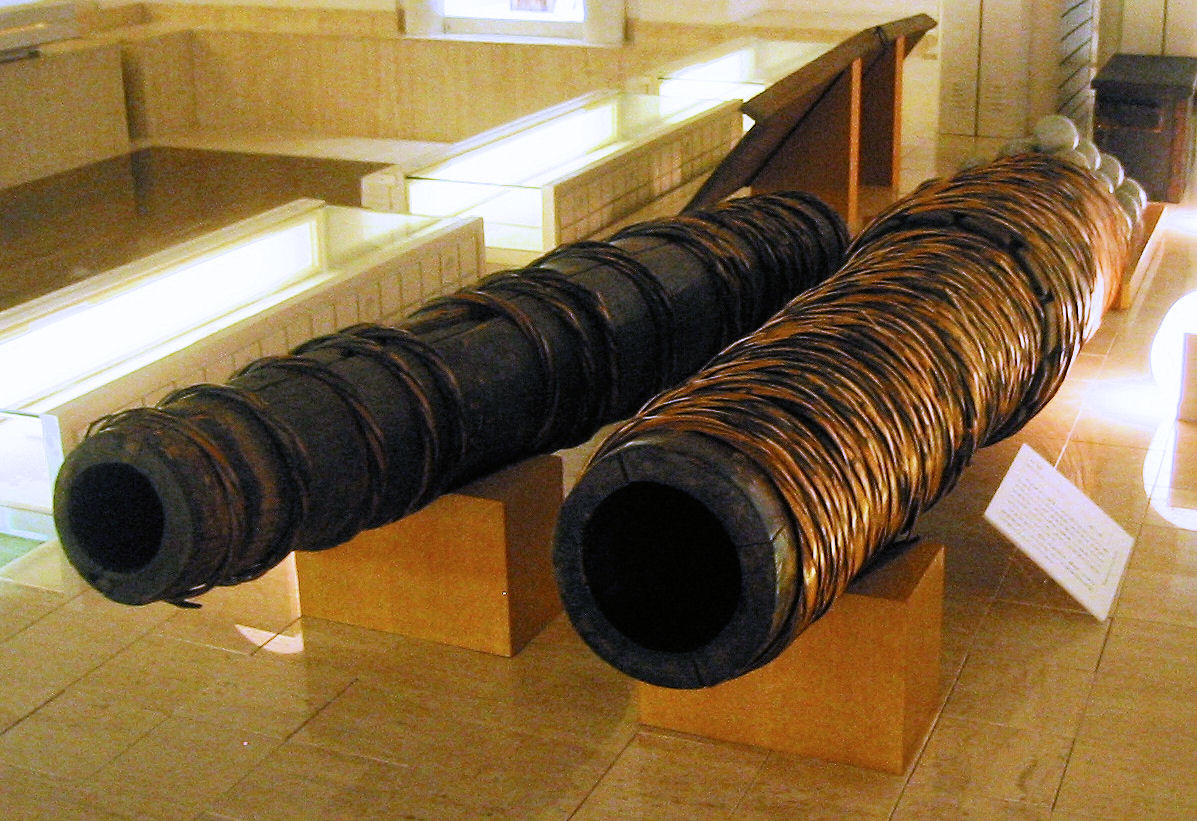
Canons de bois utilisés à Sendai au cours de la Guerre de Boshin en 1868 (Musée de la ville de Sendai).

L'usage de bois pour fabriquer des canons peut être dû au manque de métal, ou au manque de techniciens militaires compétents pour l'utiliser. Au XVIIe siècle, Aurangzeb en a ainsi utilisé pour se défendre dans le Deccan, où il manquait de canons normaux, mais avait du bois en abondance. Les canons de bois étaient faibles et ne pouvaient généralement tirer que quelques coups avant de se fendre, parfois même un seul coup. Les boulets utilisés pouvaient être en bois, en pierre, en terre cuite ou en fer.
Les roumains des Carpates occidentales roumaines, en Transylvanie, ont fabriqué de telles armes à grande échelle pour lutter contre l'armée hongroise en 1848-1849. Ces canons avaient des calibres variés, jusqu'à 120–150 mm, et étaient faits dans des troncs de sapin, de cerisier ou de hêtre. Ils étaient percés au format désiré avec des tarrières à main. Ils étaient employés dans des positions fixes (ceux du plus grand calibre), ou transportés sur le champ de bataille par des hommes, tirés par des chevaux, ou directement sur des bâts.
L'intérieur du canon était parfois doublé d'étain, et l'extérieur renforcé par une dizaine de cercles de fer. Le système de mise à feu était assurée par une platine à silex.
Ces canons pouvaient tirer une grande variété de projectiles, depuis des boulets de fer, de bois ou de pierre, jusqu'à des projectiles incendiaires et un genre de mitraille formée de petits cailloux aux angles aigus pour augmenter les dégâts dans les formations d'infanterie compactes. Ils étaient aussi utilisés comme arme psychologique, tirant sans projectile, simplement pour leur son, qui provoquait la panique dans les rangs ennemis, où l'on croyait être sous le feu d'une artillerie véritable. Dans les montagnes, le son était aussi amplifié et répété en rebondissant sur les pentes.
En Amérique du Nord, certains amérindiens ont improvisé des canons de bois contre des fortifications. Lors du siège de Boonesborough, en 1778, un des assiégés fabriqua un canon de bois cerclé de fer pour sa défense contre les Shawnees alliés des Britanniques.
Des canons de bois ont aussi été utilisés par les Vietnamiens contre les français durant la Campagne de Cochinchine en 1862. Certaines forces japonaises en ont fait usage lors de la Guerre de Boshin en 1868. Certains peuples indigènes d'Amérique du Sud en ont utilisé contre les Espagnols et les portugais aux XVIIe et XVIIIe siècles.
Des canons de bois furent utilisés en Europe à diverses occasions. Le tsar Pierre le Grand en a construit plusieurs dans son enfance. Les Bulgares ont utilisé 52 canons de bois de cerisier durant leur soulèvement d'avril 1876 ; les Macédoniens fabriquèrent aussi de tels canons avant l'insurrection d'Ilinden de 1903.

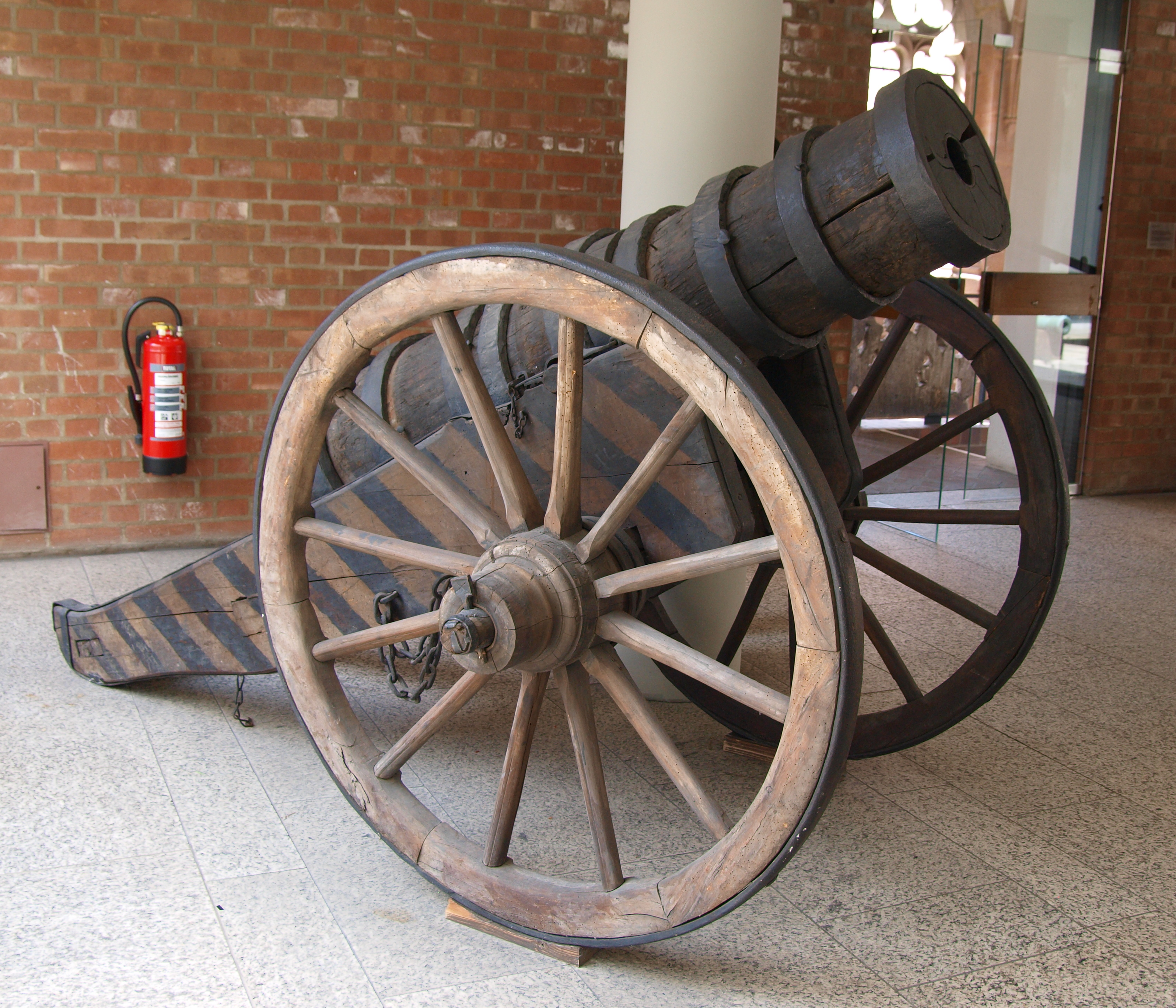
Canon de bois au Germanisches Nationalmuseum de Nuremberg.
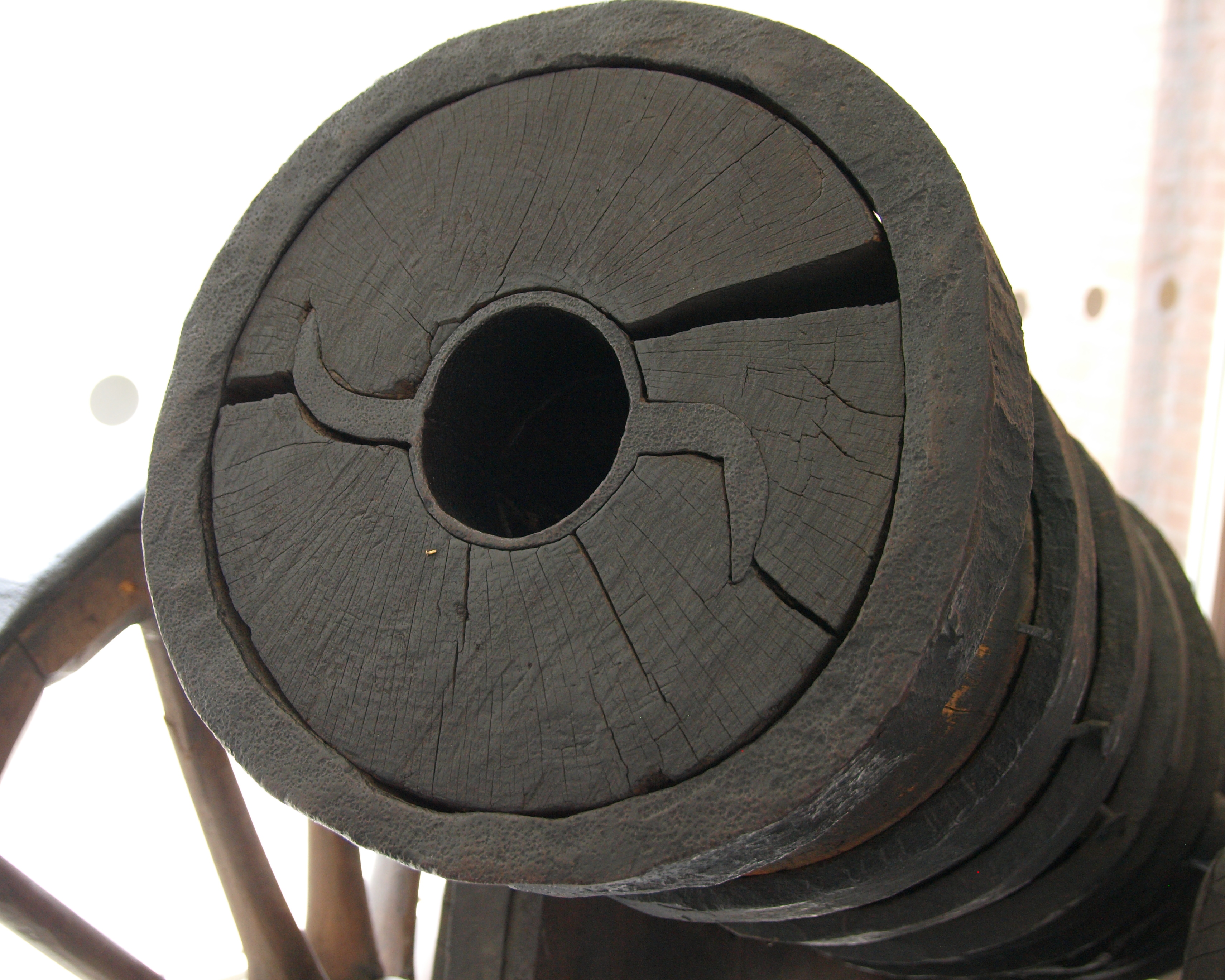
Bouche du même canon.

## Canons fictifs

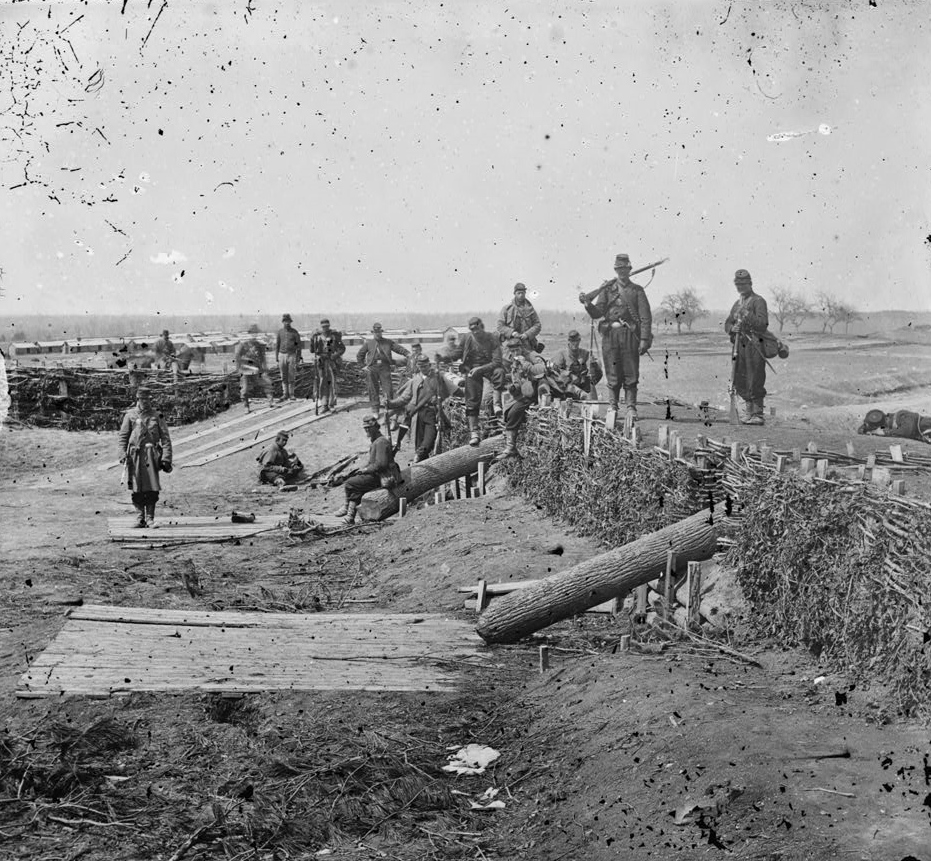
Des« Quaker Guns » dans une fortification abandonnée par les Confédérés à Centreville (Virginie) en mars 1862.

Lors de certains conflits, de faux canons en bois, parfois peints en noir, ont été utilisés pour tromper l'ennemi sur la force réelle d'une position, ce qui permettait de gagner du temps. Les deux belligérants de la guerre d'indépendance américaine ont utilisé de tels canons, appelés « Quaker Guns ». Ce nom provient de celui de la  Société religieuse des Amis, ou « Quakers », traditionnellement opposés à la guerre et à la violence en vertu de leur « témoignage de paix ».